# デストラクトイド
デストラクトイド（Destructoid）は、キューバ系アメリカ人の漫画家、作家のヤニアー・ゴンザレスが2006年3月に開設した、コンピュータゲームに焦点をあてたブログ形式のウェブサイト。エンスージアスト・ゲーミング・ネットワークの一部である。

## コンピュータゲームにおける影響
2016年、サイトのマスコットであるミスター・デストラクトイドの旗が『ロケットリーグ』のアイテムに追加された。